# Class of '09
Class of '09 är en amerikansk kriminaldramaserie. Serien hade premiär den 10 maj 2023. Serien vars första säsong består av åtta avsnitt är skapad av Tom Rob Smith.

## Handling
Serien kretsar kring en grupp FBI-agenter som examinerades från Quantico år 2009 åter samlas efter att en gemensam vän dött.

## Rollista (i urval)
- Brian Tyree Henry - Tayo Michaels
- Kate Mara - Ashley Poet
- Sepideh Moafi - Hour Nazari
- Brian J. Smith - Daniel Lennix
- Jon Jon Briones - Gabriel
- Brooke Smith - Drew
- Jake McDorman - Murphy
- Mark Pellegrino - Mark Tupirik